# 1287
1287 (MCCLXXXVII) var ett normalår som började en onsdag i den julianska kalendern.

## Händelser

### Januari
- 17 januari – Kung Alfons III av Aragonien invaderar Menorca.

### April
- 3 april – När påven Honorius IV avlider kommer påvestolen att stå tom i nästan ett år.

### December
- 14 december – En svår storm med tidvattenvåg härjar på Nordsjön och i Engelska kanalen, och dödar tusentals personer och omformar kusterna vid Nederländerna och England för alltid. I Nederländerna kollapsar en barriär mellan Nordsjön och en grund insjö i Holland, vilket resulterar i den femte största översvämningen någonsin i historien, samt skapandet av Zuiderzeeinloppet, och över 50 000 personer dödas; den ger också Amsterdam havsförbindelser, och orten kan utvecklas till hamnstad. I England förstörs staden Winchelsea, Romney Marsh vid Broomhill likaså, och närliggande floden Rother vid  Rye; kollapsar vid Hastings, blockerar hamnen; delar av Norfolk översvämmas; och en nedgångsperiod för hamnen vid Dunwich i Suffolk börjar. Fenland England förstörs klostret i Spalding och flera kyrkor. Holland drabbas också hårt, framför allt Boston."[1]

### Okänt datum
- Estienne de Bonneuil, en fransk byggmästare, inkallas till domkyrkobyggandet i Uppsala av två parisstudenter från Uppsala, Olof och Karl.
- Ett gråbrödrakloster (franciskanerkloster) omtalas i Linköping.

## Födda
- 25 april – Roger Mortimer, engelsk adelsman, avsatte Edvard II av England.

## Avlidna
- 3 april – Honorius IV, född Girolamo Masci, påve sedan 1285.
- Konrad von Würzburg, medelhögtysk skald.
- Ingeborg Eriksdotter av Danmark, drottning av Norge 1263–1280, gift med Magnus Lagaböter (död omkring detta år).

### Fotnoter
1. ↑  Mall:Wheeler1896, quoting Stow's chronicle of 1287